# Pandanus martellii
Pandanus martellii är en enhjärtbladig växtart som beskrevs av Adolph Daniel Edward Elmer. Pandanus martellii ingår i släktet Pandanus och familjen Pandanaceae. Inga underarter finns listade.